# Диякон

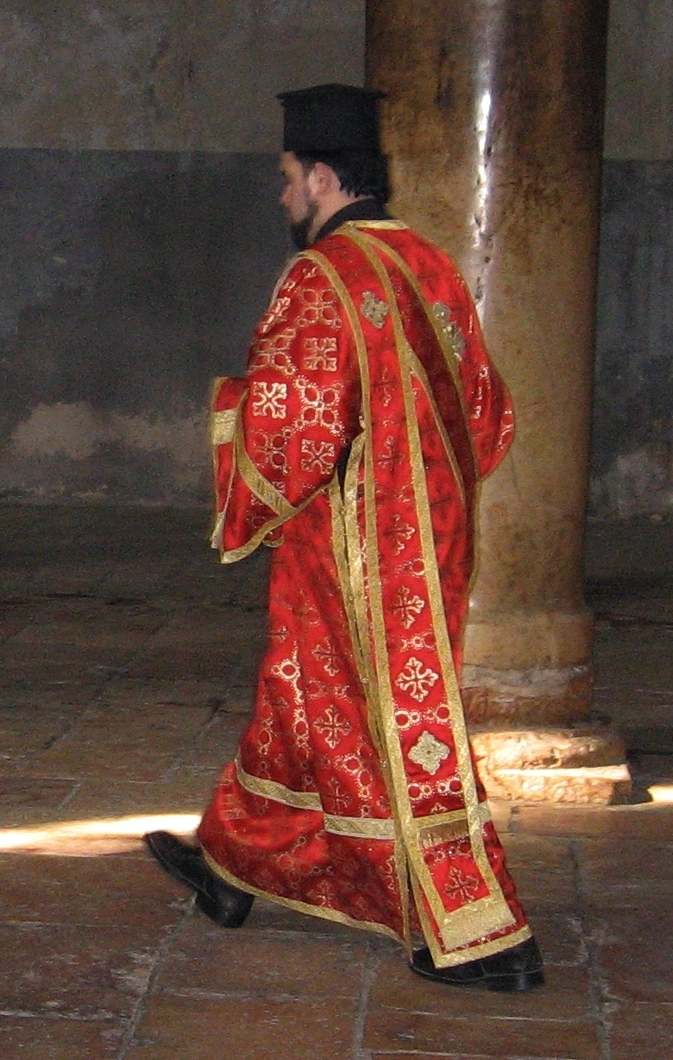
Православний диякон

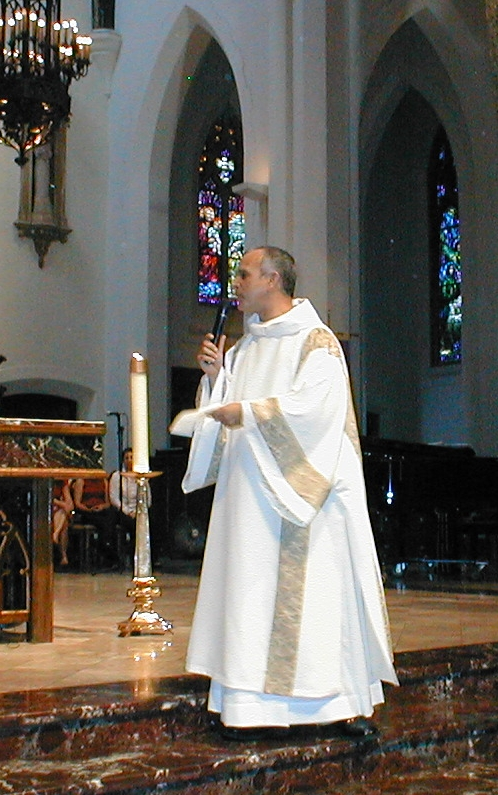
Диякон-католик

Дия́кон (грец. διάκονος — «служитель») — клірик у християнстві, духовна особа. Це перший ступінь святого Таїнства Священства із трьох можливих (диякон, пресвітер, єпископ) в ієрархії церкви. У його обов'язки входить співслужіння єпископам і пресвітерам при уділенні ними святих Таїнств, здійсненні богослужінь.

## Історія

### Юдаїзм
Ще до руйнування Другого храму в Єрусалимі при кожній синагозі існували троє служителів, званих парнасин (івр. פרנסין — роздавач милостині) або ґаба́й-цедака́ (ґаба́й івр. גבאי — збирає, цедака́ івр. צְדָקָה — благодійність), чиїм обов'язком була турбота про бідних. Ґабай-цедака повинен був також добре знати писання. Організаційна структура ранньої християнської церкви, що перейняла структуру синагоги, либонь запозичила і посаду ґабай-цедака, що стала прототипом християнського дияконського служіння.

### Християнство
У період формування церковної ієрархії у II–III ст. н. д. в їх функції входить нагляд за порядком в громаді. Прислуговують іншим клірикам у вівтарі, читають Євангеліє під час богослужінь чи виголошують проповідь з дозволу пресвітера чи єпископа. Так само, якщо в релігійній громаді понад 700 парафіян з благословення старшого клірика (пресвітера або єпископа) у крайній потребі (з виправданих причин у канонічному порядку) — можуть відслужити панахиду, похорон, акафіст, молебень, вечірню, утреню. А також — викладати в недільній школі.

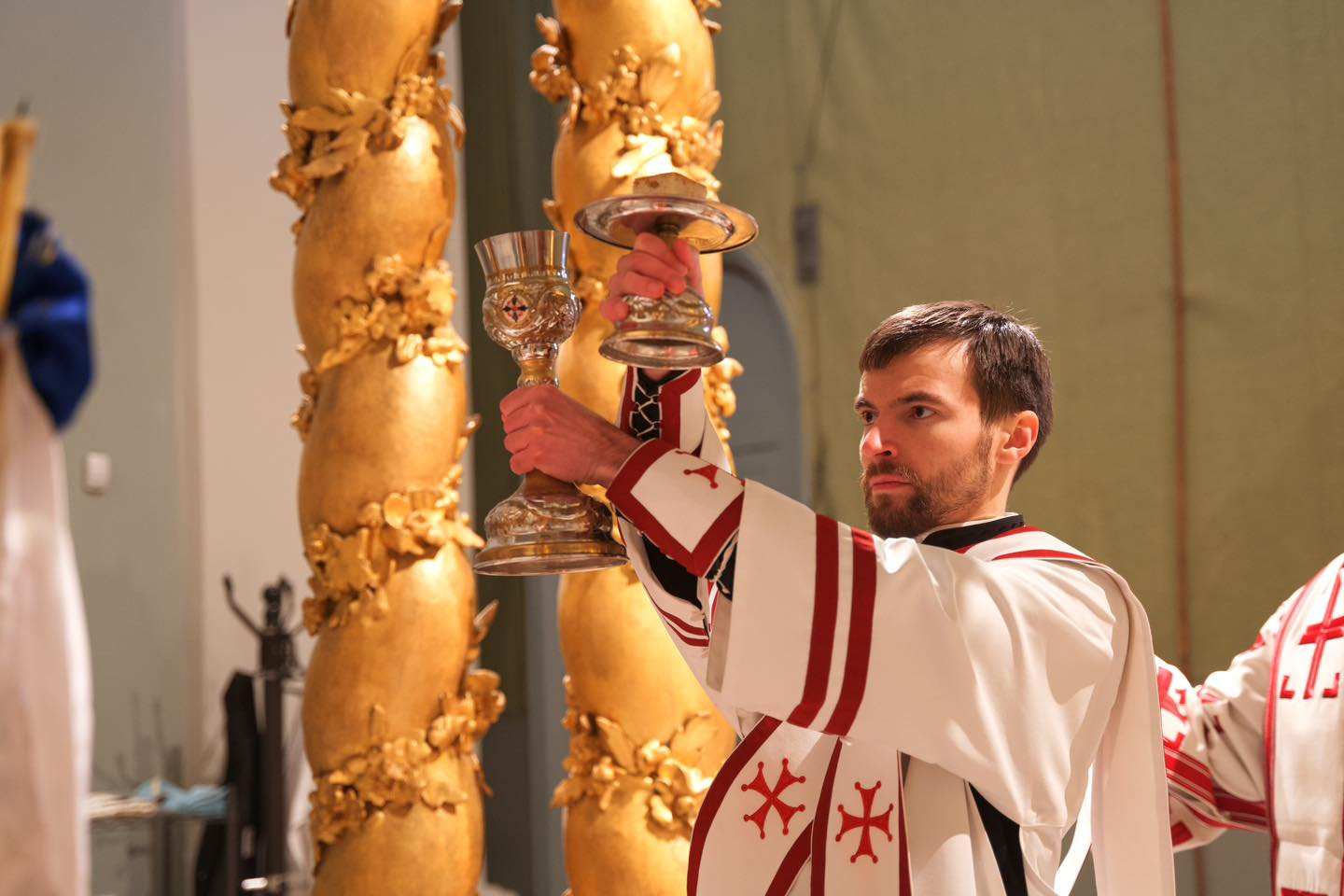
Диякон ПЦУ

Формування дияконів відбувається так само, як і інших кліриків (пресвітерів з єпископами) — в духовній семінарії або в духовній академії (з повністю завершеною освітою).
- Ієродиякон — до прийняття сану диякона прийняв постриг у монахи. Той, хто прийняв святе Таїнство Шлюбу до прийняття сану диякона — білий священник у сані диякона (одружений клірик).
- Протодиякон — старший серед одружених дияконів по чину, а серед ченців дияконів — «архідиякон». Монах, коли прийняв схиму і має хіротонію диякона, був ієродияконом — називається «схиієродиякон».
- Целібат у кліриків — не стосується кліриків в чернецтві («чорне»[1] духовенство — від «чорного кольору одягу чернця») чи до одружених кліриків («біле»[1] духовенство, яке не мешкає в монастирі та не приймало обітів монашества, і целібату).
- Диякона не слід змішувати з дяком, який є представником нижчого кліру.
- Сан диякона отримується через спільне для всіх дияконів Таїнство Священства першого ступеня — диякон[2].